# Aladino Félix
Aladino Félix (Lorena, 1º de março de 1920 — 11 de novembro de 1985), também conhecido como Sábado Dinotos, Dino Kraspedon ou Dunatos Menorá, foi um líder paramilitar de extrema-direita, pioneiro do terrorismo no Brasil, e autoproclamado Messias do povo judeu. 

## Vida
Aldino Félix casou-se com Maria Valentim Correia em 4 de outubro de 1941 no município de Piquete, também no Vale do Paraíba paulista. Desta união nasceu uma filha, Edna.
Em 1959 publicou um livro em que alegou ter sido contactado por um alienígena. Em 1968, foi preso por comandar ataques terroristas, uma sucessão de bombas que tinham por objetivo endurecer o regime militar, levando de fato ao AI-5.
Em seu sonho de tornar-se o Grande Rei predito por Nostradamus, organizou um movimento paramilitar para tomar o poder no auge da ditadura militar no Brasil. Nesse projeto, alegava contar com a ajuda de extraterrestres para governar o mundo e iniciar uma Nova Era a partir do solo paulista.
Sábado Dinotos é o pseudônimo mais conhecido de Aladino Félix, mas o livro de sua autoria que alcançou maior repercussão, "Contatos com os Discos Voadores", foi assinado com o nom-de-plume de Dino Kraspedon.